# Abdoulaye Loukoumanou
Abdoulaye Loukoumanou (ur. 31 grudnia 1973) – piłkarz togijski grający na pozycji pomocnika.

## Kariera klubowa
W swojej karierze piłkarskiej Loukoumanou grał w klubie FC Istres.

## Kariera reprezentacyjna
W 1998 roku Loukoumanou został powołany do reprezentacji Togo na Puchar Narodów Afryki 1998. Rozegrał na nim jeden mecz, z Tunezją (1:3).